# Опарин, Андрей Станиславович
Андре́й Станисла́вович Опа́рин (укр. Андрій Станіславович Опарін; род. 27 мая 1968, Саки, Крымская область) — советский и украинский футболист, полузащитник и тренер. Мастер спорта.

## Биография

### Клубная карьера
В 1991 году попал в симферопольскую «Таврию», до этого играл за фрунзенский «Фрунзенец». Вместе с командой стал первым чемпионом Украины в 1992 году. Летом 1992 года принял участие в квалификации Лиги чемпионов, сначала «Таврия» обыграла ирландский «Шелбурн», но в следующем раунде «Таврия» уступила швейцарскому «Сьону». В сезоне 1993/94 вместе с командой дошёл до финала Кубка Украины где проиграл одесскому «Черноморцу» (0:0, по пен. 5:4). Всего за «Таврию» провёл 292 матча и забил 21 гол. Рекордсмен «Таврии» по количеству сыгранных матчей чемпионатах Украины: 263 матча. В 2002 году перешёл в новосозданный «Севастополь», где и завершил карьеру.

### Карьера тренера
Работал тренером армянского «Титана». В 2005 году был ассистентом тренера в ялтинском «Ялосе». С 2006 года по 2007 год был ассистентом Александра Гайдаша в «Крымтеплице» из Молодёжного. В 2009 году стал играющим тренером в «Форосе» и вместе с командой стал обладателем Кубка Крыма. С августа 2014 года является директором ДЮФК ТСК.
После аннексии Крыма Россией в 2014 году принял российское гражданство.

## Достижения
- Чемпион Украины: 1992
- Финалист Кубка Украины: 1993/94